# Simira lancifolia
Simira lancifolia är en måreväxtart som först beskrevs av Cyrus Longworth Lundell, och fick sitt nu gällande namn av E.Martínez och Attila L. Borhidi. Simira lancifolia ingår i släktet Simira och familjen måreväxter. Inga underarter finns listade i Catalogue of Life.